# Glaz Entretenimento
A Glaz Entretenimento é uma produtora brasileira de filmes, séries, curtas e outros conteúdos audiovisuais. Entre suas produções estão obras conhecidas nacional e internacionalmente como Tô Ryca!, Loucas para Casar, e O Caso Evandro. A empresa existe desde no início dos anos 2000 com sede em São Paulo, e trabalha tanto com distribuidoras de filmes para salas de cinema como grandes players de streaming.

## Produções

### Filmes
| Ano  | Título                             | Ref    |
| ---- | ---------------------------------- | ------ |
| 2008 | Corpo                              | [ 9 ]  |
| 2011 | Bróder                             |        |
| 2011 | Vida de Estagiário                 | [ 10 ] |
| 2013 | Odeio o Dia dos Namorados          |        |
| 2013 | Minhocas                           |        |
| 2014 | Copa de Elite                      |        |
| 2015 | Loucas pra Casar                   |        |
| 2016 | Tô Ryca                            |        |
| 2019 | Cine Holliúdy 2: A Chibata Sideral |        |
| 2019 | Nós                                | [ 11 ] |
| 2020 | Cabras da Peste                    | [ 12 ] |
| 2021 | Dente por Dente                    | [ 13 ] |
| 2021 | Os Salafrários                     |        |
| 2021 | Rensga Hits!                       | [ 14 ] |
| 2022 | Tô Ryca 2                          |        |
| 2022 | Bem-vinda a Quixeramobim           |        |
| 2022 | Esposa de Aluguel                  | [ 15 ] |
| 2022 | Um Natal Cheio de Graça            | [ 16 ] |
| 2022 | Vermelho Monet                     | [ 17 ] |
| 2023 | O Lado Bom de Ser Traída           | [ 18 ] |

### Televisão
| Ano  | Título                                             | Notas | Ref    |
| ---- | -------------------------------------------------- | ----- | ------ |
| 2013 | Historietas Assombradas (para Crianças Malcriadas) | Série |        |
| 2019 | Cine Holliúdy                                      | Série |        |
| 2021 | Nada Suspeitos                                     | Série | [ 19 ] |
| 2021 | O Caso Evandro                                     | Série | [ 20 ] |
| 2022 | De Volta aos 15                                    | Série |        |
| 2022 | O Cangaceiro do Futuro                             | Série | [ 21 ] |